# Liste des termes japonais spécifiques à la lutte sumo
Le sumo, un sport de lutte traditionnel originaire du Japon, possède un vocabulaire propre, comprenant de nombreux termes techniques en japonais.
- Haut – A
- B
- C
- D
- E
- F
- G
- H
- I
- J
- K
- L
- M
- N
- O
- P
- Q
- R
- S
- T
- U
- V
- W
- X
- Y
- Z

## A
Agari-zashiki (揚座敷) : zone surélevée de la salle d'entrainement de l'écurie (部屋, heya), à côté du dohyō (土俵) sur laquelle l'oyakata (親方) et les invités peuvent observer l'entrainement.
Atari (当たり) : premier contact d'un combat de sumo, souvent violent. Les rikishi, sumotori ou lutteurs de sumo, se ruent l'un sur l'autre en engageant toute leur puissance physique.

## B
Banzuke (番付) : classement officiel des lutteurs de sumo, mais aussi des arbitres (gyōji) et des personnes qui présentent les lutteurs avant un combat (yobidashi).
Basho (場所) : tournoi. Six grands tournois sont officiellement organisés chaque année, au cours desquels s'affrontent les lutteurs professionnels.

## C
Chankonabe (ちゃんこ鍋) : ragoût très nutritif qui est la base de l'alimentation des rikishi (力士).

## D
Danpatsu-shiki (断髪式) : cérémonie de départ à la retraite au cours de laquelle le nœud de la coiffe du rikishi est symboliquement coupé.
Dohyō (土俵) : plateforme carrée faite d'argile tassée et d'une hauteur de 34 à 60 cm sur laquelle a lieu tout combat de sumo. Un cercle d'un diamètre de 4,55 m, constitué de ballots de paille solidement ancrés dans la plateforme délimite l'aire de combat.
Dohyō-iri (土俵入り) : cérémonie d'entrée dans le dohyō effectué par les rikishi des deux meilleures divisions.

## G
Ginō-shō (技能賞) : Prix qui récompense un rikishi de la meilleure division et de rang inférieur à ōzeki qui s'est distingué par sa technique lors d'un tournoi.
Ginboshi (銀星, litt. « étoile d'argent ») : victoire d'un maegashira sur un ōzeki.
Gyōji (行司) : arbitre. Il existe huit rangs d'arbitres avec un système de promotion basé sur la compétence et l'ancienneté. Chaque arbitre choisit l'un des deux noms de clan, Kimura ou Shikimori.
Gunbai (軍配) : éventail en bois utilisé par les arbitres pour donner le signal du début du combat.

## H
Heya (部屋) : écurie, le club ou l'école d'un rikishi, au sein de laquelle il vit et s'entraîne. Jusqu'en 1965, les lutteurs d'une même heya ne pouvaient pas se rencontrer lors des tournois officiels.
Higashi (東) : est (point cardinal). Chaque division du banzuke est séparée en deux côtés (nishi et higashi), higashi étant le plus prestigieux. Un rikishi du côté higashi commence le combat du côté Est du dōhyō à moins qu'il affronte un autre rikishi du même côté.

## I
Ichimon (一門) : groupe de heya. Au début du XXIe siècle, il y en a six : Dewanoumi, Isegahama (anciennement Tatsunami), Nishonoseki, Takanohana, Takasago et Tokitsukaze. Les ichimon permettent de mutualiser certaines ressources entre plusieurs heya. Chaque ichimon organise, par exemple, des entraînements collectifs qui permettent aux rikishi de se rencontrer en préparation des tournois. De même, les oyakata d'une même ichimon s'entendent entre eux afin de présenter des candidats uniques aux élections des membres dirigeants (riji) de l'association japonaise de sumo.
Intai (引退) : retraite sportive.

## J
Jonidan (序二段 () : deuxième division la plus basse du banzuke.
Jonokuchi (序の口) : division la plus basse du banzuke.
Jūryō (十両) : deuxième meilleure division du banzuke et division à partir de laquelle le rikishi reçoit les honneurs et privilèges réservés à l'élite des sumo, la classe sekitori.
Jungyō (巡業) : tournois d'exhibition dont les résultats ne sont pas pris en compte dans le banzuke.

## K
Kachi-koshi (勝ち越し) : un rikishi est kachi-koshi s'il est sûr de terminer le tournoi avec plus de victoires que de défaites. Dans la meilleure division où il y a quinze combats par tournoi, on est kachi-koshi à partir de huit victoires.
Kadoban (角番) : un ozeki qui a subi un make-koshi lors de son précédent tournoi sera rétrogradé s'il ne réussit pas à être kachi-koshi (soit marquer au moins huit victoires).
Kantō-shō (敢闘賞) : prix de la combativité qui récompense un rikishi de la meilleure division et de rang inférieur à ōzeki à l'issue d'un basho.
Keshō-mawashi (化粧廻し) : tabliers richement décorés que portent les rikishi des deux meilleures divisions lors de la cérémonie du dohyō-iri.
Kettei-sen (決定戦) ou yūshō kettei-sen : combat supplémentaire à la fin du tournoi pour désigner le gagnant en cas d'égalité.
Kimarite (決まり手) : prise gagnante. Il y en a officiellement 82.
Kinboshi (金星, litt. « étoile d'or ») : victoire d'un maegashira sur un yokozuna.
Kiyome no shio (清めの塩) : rite de purification du dōhyō qui consiste à jeter une poignée de sel en l'air.
Komusubi (小結) : quatrième meilleur rang du banzuke, avant maegashira et après sekiwake.

## M
Maegashira (前頭) : désigne un rikishi de la meilleure division n'ayant pas l'un des quatre rangs réservés à l'élite de la division.
Mage (髷) : nom de la coiffure en forme de nœud que portent les rikishi. Deux styles existent : le chon-mage, porté par tous les rikishi, et le ō-ichō, en forme de feuille de geiko, porté par les lutteurs des deux meilleures divisions lors des compétitions ou des cérémonies.
Make-koshi  (負け越し () : un rikishi est make koshi s'il est sûr de terminer le tournoi avec plus de défaites que de victoires.
Makushita (幕下) : troisième division la plus haute du banzuke.
Maku-uchi (幕内) : meilleure division du banzuke.
Matta (待った) : faux départ, l'un des deux rikishi n'ayant pas les deux mains au sol.
Mawashi (廻し/回し) : ceinture portée par les rikishi. C'est l'unique habit porté lors des combats et la seule prise solide.

## N
Nekodamashi (猫騙し) : frapper les mains au tachi-ai, devant le visage de l'adversaire pour le déconcerter.
Nishi (西) : ouest, voir higashi.

## O
Ō-ichō (大銀杏) : coiffure portée par les rikishi des deux premières divisions lors des combats et des cérémonies.
Oyakata (親方) : l'entraineur, détenteur d'une des 105 licences.
Ōzeki (大関) : deuxième rang le plus élevé des lutteurs de sumo.

## R
Rikishi (力士, litt. « professionnel de la puissance ») : combattant inscrit à l'association des lutteurs de sumo.

## S
Sagari (下がり) : ficelles ornementales en soie amidonnée, portées au mawashi par les sekitori. Elles se détachent souvent lors des combats.
Sandanme (三段目) : troisième division la plus basse.
Sandanme tsukedashi (三段目付け出し) : système de promotion directe des lutteurs amateurs en division Sandanme, mis en place en 2015. Ceux-ci font d'ordinaire leurs débuts professionnels en Jonokuchi.
San'yaku (三役) : terme utilisé pour désigner les rangs de komusubi et sekiwake. Initialement, le terme recouvrait également le rang ōzeki.
Sechie-zumō (節会相撲) : combats de sumo effectués à l'ancienne cour impériale, à la fois pour sa fonction religieuse et pour le divertissement.
Sekitori (関取) : rikishi des divisions make-uchi et jūryō.
Sekiwake (関脇) : troisième rang du banzuke, entre ōzeki et komusubi.
Shikiri (仕切り) : rituel qui précède chaque combat.
Shikona (四股名) : nom de combat des rikishi.
Shinpan (審判) : juge assis autour du dohyō. Il y en a cinq en tout lors d'un dōhyō. Ils interviennent en cas de doute à l'issue d'un combat.
Shukun-shō (殊勲賞) : prix qui récompense un rikishi de la meilleure division et de rang inférieur à ōzeki qui a le plus donné de mal aux ōzeki et yokozuna lors d'un tournoi.

## T
Tachi-ai (立ち会い) : début du combat. Les rikishi touchent le sol avec leurs poings et le combat peut commencer.
Tachi-mochi (太刀持) : assistant qui porte une épée lors de la cérémonie du dohyō-iri d'un yokozuna.
Tate-gyōji (立て行司) : rang le plus élevé chez les arbitres de combats sumo. Il porte l'un des deux noms Inosuke Shikimori et Shōnosuke Kimura.
Toshiyori (年寄) : lutteur qui s'est retiré mais qui reste dans le sumo en tant qu'employé de l'association du sumo. Leur principale fonction est l'entraînement des rikishi.
Tsuna (綱) : grosse corde blanche que le yokozuna porte autour de la taille lors de la cérémonie du dohyo-iri.
Tsuppari (突っ張り) : coup frappé avec le plat de la main sur le torse, quelquefois sur le visage
Tsuyuharai (露払い) : assistant qui sert d'escorte au yokozuna lors de la cérémonie du dohyō-iri d'un yokozuna.

## Y
Yobidashi (呼出) : présentateur officiel des combats de sumo. Au début de chaque combat, il énonce en chantant les noms des rikishi.
Yokozuna (横綱) : rang le plus élevé du banzuke. Les yokozuna sont souvent décrits comme les symboles vivants du sumo.
Yumitori-shiki (弓取式) : danse de « tournoiement d'arc » réalisée à la fin de chaque journée de tournoi.
Yūshō (優勝) : victoire dans l'un des six grands tournois annuels.

## Z
Zenshō (全勝) : résultat sans défaite d'un tournoi. Soit 15-0 ou 7-0 en fonction de la division.